# Gröden, Brandenburg
För andra betydelser, se Gröden.
Gröden är en kommun och ort i östra Tyskland, belägen i Landkreis Elbe-Elster i förbundslandet Brandenburg, omkring 50 km norr om Dresden. Gröden är sedan 1992 administrativ huvudort för kommunalförbundet Amt Schradenland, där även grannkommunerna Grossthiemig, Hirschfeld och Merzdorf ingår.